# Tenderness (film)
Tenderness è un film del 2009 diretto da John Polson, tratto dal romanzo Tenerezza (Tenderness) di Robert Cormier.

## Trama
Lori è una sedicenne profondamente affascinata dalla figura di Eric, un giovane poco più grande di lei, diventato famoso nella cronaca nera per aver ucciso i genitori. Il passato di Eric non la spaventa affatto, e quando lui viene rilasciato di prigione si incontrano e fuggono insieme; ma un poliziotto locale, consapevole della psicopatia e della pericolosità del giovane sin dall'inizio, decide di mettersi sulle loro tracce.